# عمارت سیامی
عمارت یا کاخ صیامی مربوط به دوره قاجار است و در شهرستان بهشهر، روستای گرجی محله واقع شده و این اثر در تاریخ ۲۵ اسفند ۱۳۸۰ با شمارهٔ ثبت ۵۴۰۷ به‌عنوان یکی از آثار ملی ایران به ثبت رسیده‌است. بنا در جنوب شرق محله میانده در دامنه تپه‌های جنوبی روستا واقع شده‌است. بعدها در ضلع شمالی این بنا تکیه‌ای ساخته شد. این عمارت در زمان ثبت حدود ۱۲۰ سال قدمت داشت.

## بنا و معماری عمارت
عمارت از دو بخش تشکیل شده‌است. ساختمان با ترکیب معماری ایرانی و گرجی و باغ-حیاط ایرانی. دیوارهای پیرامونی عمارت نیز در ابتدا با طرح و معماری ساخته شده بود که پس از درگذشت حاج اسماعیل و تقسیم باغ بین فرزندان او اثری از دیوار اولیه باقی نمانده‌است.

## ساختمان عمارت
این عمارت در دو طبقه روی زمین و یک طبقه زیرزمین بنا شده‌است. به نظر می‌رسد این عمارت با الهام از معماری گرجی بنا شده‌باشد. عناصر معماری این ساختمان با ساختمان صفی‌آباد و بناهای موجود در مجموعه تاریخی فرح‌آباد و کاخ چهل ستون قزوین شباهت‌هایی دارد.
سقف بنا با سفال قرمز پوشیده شده‌است. طبقه بالا اتاقی است مستطیل یکپارچه با ۱۲ در که روی هر ضلع آن ۳ در با طاق قوسی قرار دارد. دور تا دور این اتاق بالکنی وسیع قرار دارد. بالکن شمالی و غربی مشرف به خانه‌های روستایی است و در شرق نمای خانه باغها و در جنوب بلندای تپه‌های مملو از درختچه‌های انار ترش به چشم می‌آید. این طبقه را بهارخواب می‌خواندند و معمولاً در بهار و تابستان دربهای دو سوی بادگیر ساختمان را باز می‌گذاشتند تا جریان طبیعی هوا در کنار رطوبت سفالهای سقف، هوای اتاق را مطبوع کند. این طبقه برای پذیرایی از میهمانان نیز استفاده می‌شد. طبقه زیرین محل اقامت خانواده بود. ورود به این قسمت از ساختمان، شبیه طبقه بالا با گذر از زیر ۱۲ تاق آجری قوسی امکان‌پذیر بود. در زیرزمین درست در وسط بنا حوضی قرار داشت که آب از جوی جنوبی وارد آن شده و سرریز حوض می‌توانست وارد سوی جوی در سه ضلع حوض شود. این حوض در اوج گرمای تابستان محیط را خنک نگاه می‌داشت و در ضمن گفته می‌شود که وجود آن در زیرزمین باعث پایداری بنا در تکانه‌های زمین نیز می‌شد.
سقف سفالی بر دیواره‌های طبقه بالا و ۲۸ ستون چوبی منقوش -که دور تا دور بالکن سراسری را مزین کرده‌اند (۷ ستون در عرض بنا و ۹ ستون روی طول)- قرار گرفته‌است. شبکه‌های چوبی ظریفی دور محوطه تراس را محصور کرده‌است.
ساختمان با آجرهای پخته شده قرمز و قهوه ای ساخته شده‌است. ملات استفاده شده در ساختمان را آنگونه که محلی‌ها می‌گویند، ظاهراً از مواد ساروج ساخته‌اند. نقل شده که حوضی از ملات آماده شده بود و افراد خانواده هر وقت از خانه بیرون می‌رفتند یا برمی‌گشتند یا در زمانهای مختلف روز، وارد حوض شده و گل را لگدمالی می‌کردند تا به خوبی برای کار آماده می‌شد. در آماده‌سازی ملات به نسبت‌های مناسبی از خاک رس، خاکستر، آهک، تخم مرغ و کاه نرم یا سبوس برنج (بعنوان عایق حرارتی و رطوبتی) و آب استفاده شده‌است.
این عمارت شباهت زیادی به کاخ چهل ستون قزوین دارد. هر دو در دو طبقه مجموعاً چهل ستون دارند یعنی 28 ستون چوبی در طبقه بالا و 12 ستون آجری در طبقه پایین. تفاوت عمده این دو عمارت در این است که زیربنای عمارت صیامی مربع و زیربنای کاخ چهل ستون قزوین با لبه‌های پخ ، 8 ضلعی است.

### باغ-حیاط
در خصوص طرح اولیه باغ و راهروهای آن اطلاعات دقیقی وجود ندارد. باغ عمارت پوشیده از درخت‌های انار، نارنج، پرتقال و بوته‌های گل محمدی و شمعدانی بوده‌است. وسط باغ راهروهای سنگفرش و جوی‌های آب که با سنگ‌های قلوه رودخانه‌ای که به زیبایی فرش شده بود به چشم می‌آمد. انار عمارت با سایر انارهای معروف بهشهر و کوسان متفاوت بود. پوست قرمز داشت و دانه‌های انار کاملاً سیاه بود.

## بانی کاخ

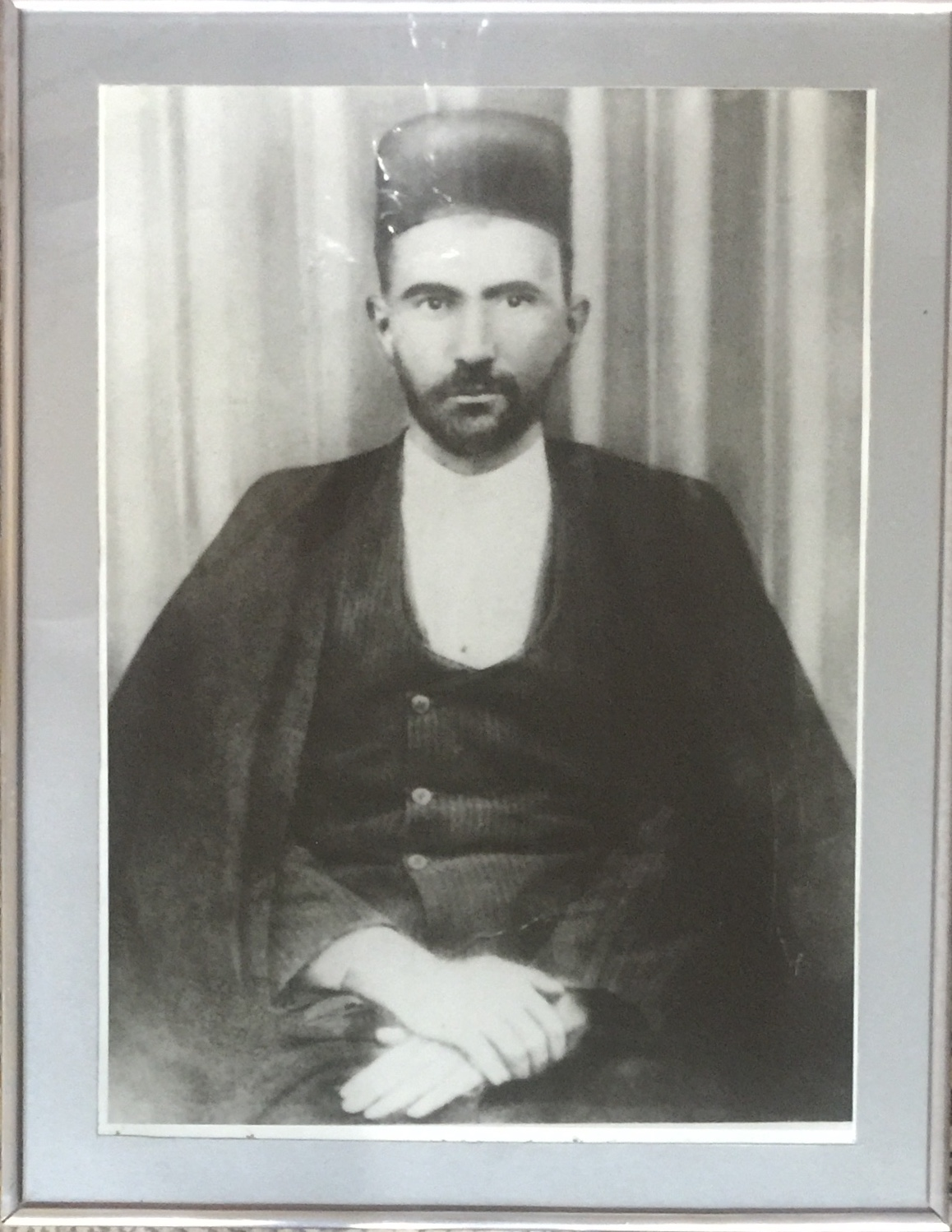
میرزامحمود مالک اولیه عمارت

سازنده این اثر حاج محمداسماعیل خان فرزند حاج محمدعلی خان فرزند حاج رمضان خان پنجاه باشی فرزند حاج اکبر خان فرزند حاج اصغربیگ از نوادگان ایگور که در زمان حمله شاه عباس بزرگ صفوی از جمهوری آبخازیا امروزی در کشور گرجستان فعلی به شهر اشرف[بهشهر] مهاجرت اجباری داده شدند. بعد از فوت حاج محمداسماعیل خان این بنا جهت کارها و امور روستای گرجی محله به پسر دومش کربلایی میرزامحمودخان که کدخدای روستا بوده تحویل داده شده ولی بعد از مدتی به علل نامعلومی برادر کوچکتر او -حاج محمدجواد- ساکن کاخ شد. بعد از حاج محمدجواد تنها فرزند و تنها پسرشان حاج محمدتقی در این عمارت ساکن شدند. مرحوم حاج محمد تقی شاعر مذهبی و شناخته شده‌ای در منطقه بود. خانواده صیامی و دیگر خانواده‌های اصیل گرجی ساکن در این روستا که از اشراف‌زادگان گرجی‌تبار از اقصی نقاط سرزمین فعلی گرجستان بودند به عنوان اسرای جنگی بعد از فتح آن سرزمین در زمان شاه عباس اول صفوی و سپاه ایران به این روستا آمدند. روایت شده که گرجی‌های بهشهر معمار صفی‌آباد و فرح آباد و باغهای اشرف بودند. اگر این اخبار درست باشد فرزندان آنها پس از فراغت از ساخت بناهای صفوی، این عمارت را با سبک معماری گرجی-ایرانی بنا کردند. چون گرجیها جنگجویان جسور و بی‌باکی بودند به شغل مرزبانی شمال ایران برای محافظت و جلوگیری از هجوم ترکمنها و ازبکها وایل قاجار مشغول شدند.

## نگهداری اثر
نقل شده که در دوره حیات حاج اسماعیل خان به نگهداری اثر توجه زیادی می‌شد و این باغ-عمارت، زیبا و بزرگ بود. دور تا دور تراس پر از گلدانهای زیبای شمعدانی بود و طراوت خاصی به فضای ساختمان می‌داد. هر ساله سقف ساختمان را مرمت کرده و سفالها را جابجا می‌کردند. سنگهای سنگفرش، بازرسی می‌شد و مجدد محکم می‌شد و به باغ با حساسیت رسیدگی می‌شد. تا جایی که به این عمارت، قصر حاج اسماعیل خان نیز می‌گفتند. پس از او اما شرایط تغییر کرد. باغ بین فرزندانش تقسیم شد و برنامه کالبدی عمارت تغییر کرد. اطراف عمارت ساختمانهای متعددی برای سکونت فرزندان ساخته شد و بین آنها دیوارهای جدا کننده کشیده شد. کم‌کم توجه اهالی به رسیدگی عمارت کمتر شد. در سال ۱۳۸۰ که بنا ثبت آثار ملی شد علیرغم توجه اندک به بنا و عمر بیش از صد ساله آن، عمارت هنوز قابل سکونت بود و خانواده حاج محمدتقی در آن ساکن بودند. در سالهای اخیر سفالگر ماهری به نام سید منافی (پدر فوتبالیست سابق تیم ملی و مربی باشگاهی آقای سید جواد منافی) قبل از ثبت اثر مسئولیت مرمت و خصوصاً سقف سفالی بنا را عهده‌دار بود. شهرداری بهشهر نیز با بازرسی‌های دوره‌ای در نگهداری بناهای تاریخی شهر با اداره کل میراث فرهنگی استان همکاری می‌کند.

## ویژگی‌های اثر
ویژگی‌هایی که این عمارت به واسطه آن ثبت اثر ملی شده‌است بیشتر مرتبط با معماری و مصالح به کار رفته در آن است که استحکام و ماندگاری اثر را در پی داشته‌است.
1. معماری پایدار - تأمین گرما و سرمای داخل عمارت با کمک عناصر و فرآیندهای طبیعی
  - حفظ دمای مناسب محیط و ساختمان با استفاده از فضای باز پیرامون عمارت و با کمک دیوارهای پهن
  - کاهش دمای تابستان به کمک سقف سفالی (جذب رطوبت در شب و تبخیر آن به مرور در آفتاب روز)
  - امکان عبور جریان طبیعی هوا در جهات شمال-جنوب و غرب-شرق از نزدیک کف اتاق تا نزدیک سقف به‌واسطه وجود درب‌های متعدد و سقف بلند
  - ایجاد خنکای طبقه پایین به کمک حوض زیرزمین و هوای مطبوع طبقه بالا با گلهای داخل تراس
  - نور کافی به مدد سقف بلند و جهت مناسب درب‌ها، رنگ اتاقها
  - تأمین کلیه فضاهای لازم برای آسایش اهالی و محیط نیمه باز تراس
  - استفاده از مصالح دوستدار طبیعت در بنا
2. زیبایی، تناسب و تقارن
  - بهره بردن از المان‌های جذاب و انحنا و ظرافت در اتصالات
  - طراحی متناسب باغ
  - طراحی ساختمان متناسب با کالبد منطقه
  - چشم‌انداز ۳۶۰ درجه و نمای کوه، روستا و باغ و همچنین طلوع و غروب
  - بهره‌گیری از چوب، آجر، سفال با طرح‌ها و رنگ‌های دلنشین
  - ظرافت در اجرا

برخی از این ویژگی‌ها در مقالات و پایان‌نامه‌های دانشگاهی بررسی شده‌است.
- مقاله بررسی معماری بومی عمارت صیامی‌ها تحفه ای از گرجی‌ها در دوره قاجار.[۸]
- بررسی باستان شناخت ی خانه‌های تاریخی شهرستان بهشهر، دوران قاجار[۹]

## کاربری های فعلی بنا
در حال حاضر فرزندان مرحوم محمدتقی در این ساختمان سکونت دارند و به گونه ای متولی این اثر هستند. اداره کل میراث فرهنگی مازندران امکانات بازدید از عمارت را به عنوان یک اثر ملی، فراهم کرده است. گاهیً عمارت برای ساخت فیلم و سریال در اختیار صدا و سیمای مازندران قرار می‌گیرد. بخشهایی از سریال "زیر درخت توت" در این عمارت فیلم‌برداری شده است. با توجه به نوع معماری بنا این عمارت مورد توجه محققان قرار دارد و دانشجویان و استادان دانشگاهی ایرانی و گرجستانی تحقیقاتی را در این زمینه انجام داده و می‌دهند و پایان نامه ها و مقالاتی چند در خصوص این بنا تحریر و منتشر شده است.